# Occupation du Japon
1945–1952
Entités précédentes :
- Empire du Japon

Entités suivantes :
- Japon

L'occupation du Japon est une période de l'histoire du Japon qui commence en septembre 1945 et s'achève en septembre 1952.
Le commandant en chef des forces alliées dans le Pacifique, le général Douglas MacArthur, devient gouverneur militaire du Japon après la signature des actes de capitulation du Japon le 2 septembre 1945, mettant un terme à la Seconde Guerre mondiale. Il doit assurer la direction d'un pays exsangue, qui doit rapatrier, au lendemain de la guerre, six millions de combattants sur l’archipel. De plus, le pays doit céder les trois quarts des terres de l'empire qu'il s’était constitué dans le cadre de sa politique expansionniste en Asie (entre 1929 et 1945).
Bien que la structure administrative impériale soit préservée, les forces d'occupation américaines dirigent de facto le pays avec les Britanniques jusqu'à la tenue d'élections libres. Mais la situation du Japon est catastrophique, avec des villes en ruine et de faibles récoltes laissant présager une famine imminente. Les autorités d'occupation ont bien du mal à faire face aux problèmes de misère sociale : chômage, prostitution à travers l'« Association pour les loisirs et l'amusement », marché noir, orphelins, sous-alimentation, maladies, personnes déplacées par millions…
De leur côté, les États-Unis font l'expérience d'un processus d'édification de la nation afin de mettre fin dans la mentalité des vaincus à un militarisme dont la nature radicale avait stupéfié tous les belligérants.
À la tête des forces d'occupation, MacArthur se comporte en proconsul et son rôle s'avère aussi déterminant que celui d'un chef d'État. Les médias en viennent à le surnommer le « vice-roi du Pacifique ».
La période s'achève avec la signature, le 8 septembre 1951, du traité de paix de San Francisco. Le Japon retrouve sa souveraineté et le droit d'assurer sa défense, mais les troupes américaines – à l'exclusion de celles des autres nations alliées, sauf accord du gouvernement des États-Unis – demeurent dans l'archipel japonais. Le contexte de guerre froide explique largement la politique américaine de présence en Asie. Notons que le traité de San Francisco ne sera pas signé par l'Union soviétique, qui ne rétablira ses relations diplomatiques avec Tokyo qu'en 1956. La même année, en décembre, le Japon sera admis à l'ONU. 
D'autre part, et alors que commence la guerre de Corée en 1950, un changement de politique des autorités d'occupation américaines du Japon a lieu et les Japonais peuvent, dès lors, reconstituer leurs forces militaires, avec le soutien des États-Unis cette fois, qui intègrent leur ancien adversaire dans leur système de défense asiatique (pacte militaire nippo-américain signé en 1951). À l'instar de la République fédérale d'Allemagne, le Japon, dans les conditions particulières créées par la Guerre froide, devient un précieux allié de la politique américaine et bénéficie, en retour, d'une aide financière et matérielle qui lui permet de réaliser son « miracle économique » dès le début des années 1950.

## Organisation

Pavillon de marine des forces d'occupation.

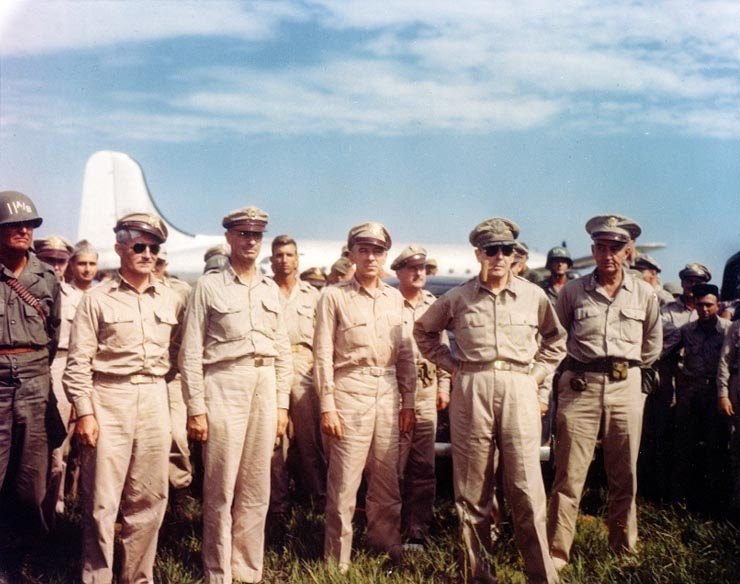
Mac Arthur et son état-major débarquant à l'aérodrome d'Atsugi le 30 août 1945.

De 7 500 premiers hommes débarquant sur l'île de Honshu le 28 août 1945, le contingent américain passe à 460 000 soldats au plus fort de l'occupation, dont la majeure partie appartiennent à la VIIIe armée américaine, à laquelle il faut ajouter le contingent du British Commonwealth qui aura à son maximum 40 000 hommes. L'occupation militaire américaine a mobilisé l'ensemble du 5th USAAF sur sa zone de responsabilité géographique (Japon et Corée sous le 50e parallèle).
Le Supreme Commander of the Allied Powers (SCAP), gouvernement militaire, est instauré en 1947.
Deux généraux américains se succèdent à la tête du SCAP durant l'occupation (1947-1952) : Douglas MacArthur (1947-11 avril 1951), puis Matthew Ridgway. 
Ils veillent à la stricte application du protocole défini lors de la conférence de Potsdam concernant le sort réservé au Japon.
Les forces d'occupation américaines, devant le mauvais état et du faible gabarit du réseau routier et ferré japonais, ont renoncé au char M4 Sherman et il ne restait plus que des char M24 Chaffee de 18 tonnes en service au déclenchement de la guerre de Corée
Mac Arthur rencontre le 27 septembre 1945 l'empereur Hirohito et lui fait comprendre qu'il cherchera à l'exonérer de poursuites criminelles devant le Tribunal de Tokyo. Les échanges se poursuivent par la suite par intermédiaires et concernent non pas l'abdication mais la reconnaissance de la fin de sa nature divine, statut légendaire de l'Empereur qui rattache sa personne aux mythes fondateurs du Japon. Cette renonciation accompagne la redéfinition constitutionnelle de la Diète précédant la tenue d'élections libres.

## Réformes structurelles

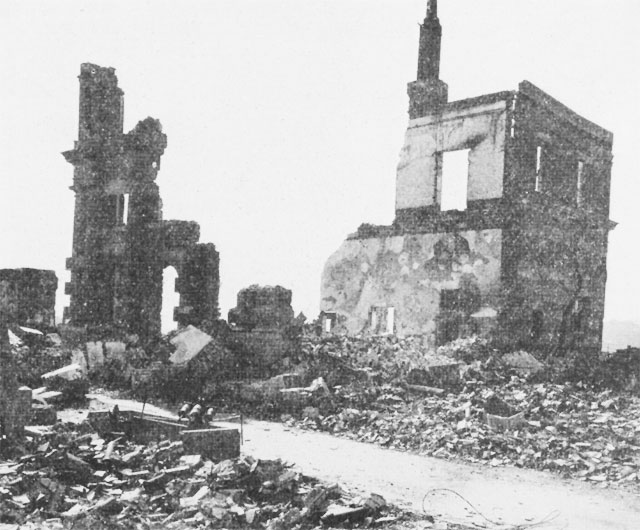
Les ruines d'Hiroshima, les lendemains de l'explosion de Little Boy. Soixante six villes japonaises sont en ruines du fait des bombardements stratégiques.

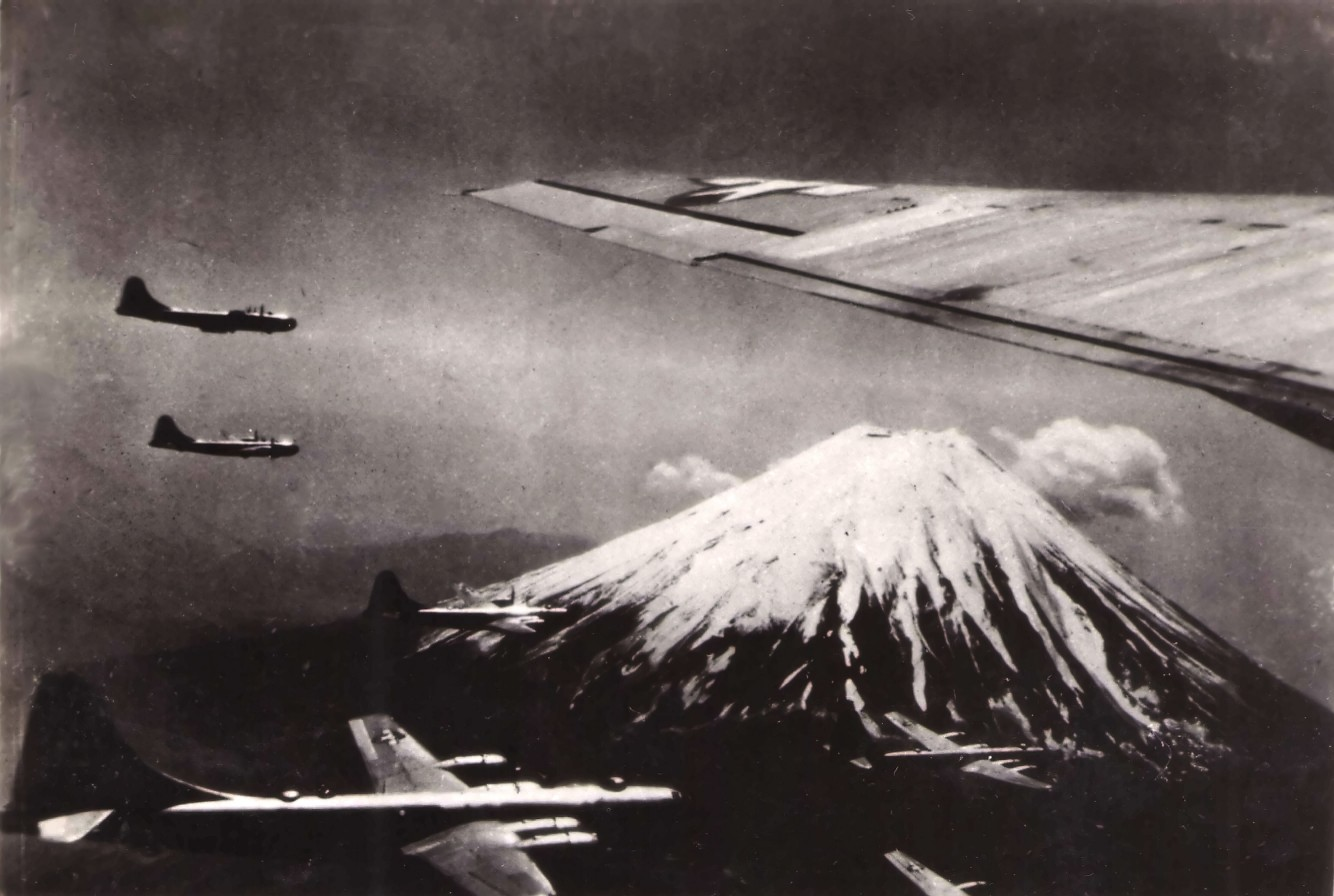
La période commence par une démonstration de force aérienne : B-29 survolant le mont Fuji.

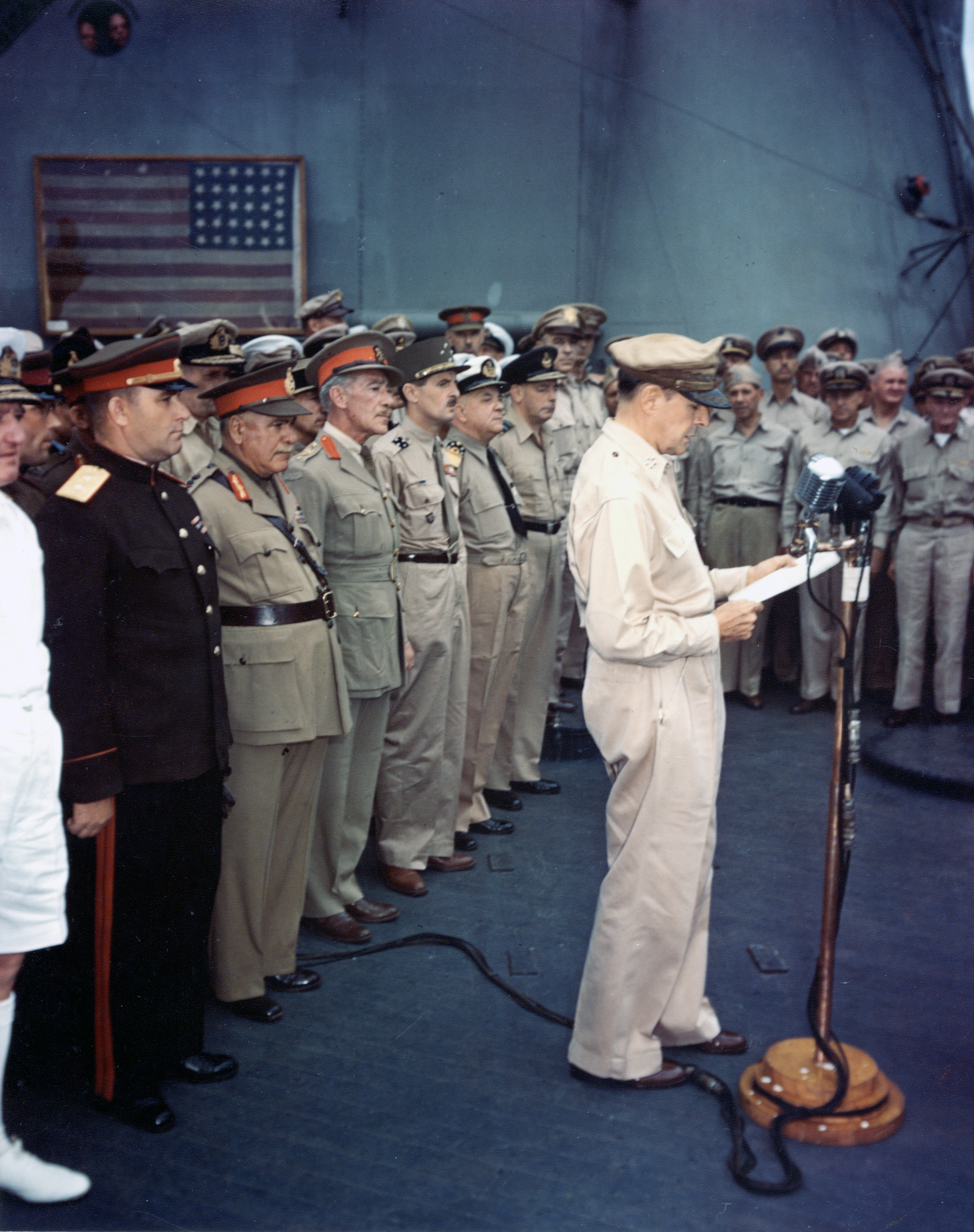
Le commandant suprême des forces alliées Mac Arthur prononçant le discours solennel mettant fin à la guerre mondiale, devant un parterre d'amiraux alliés, le 2 septembre 1945. Le cuirassé est ancré en baie de Tokyo.

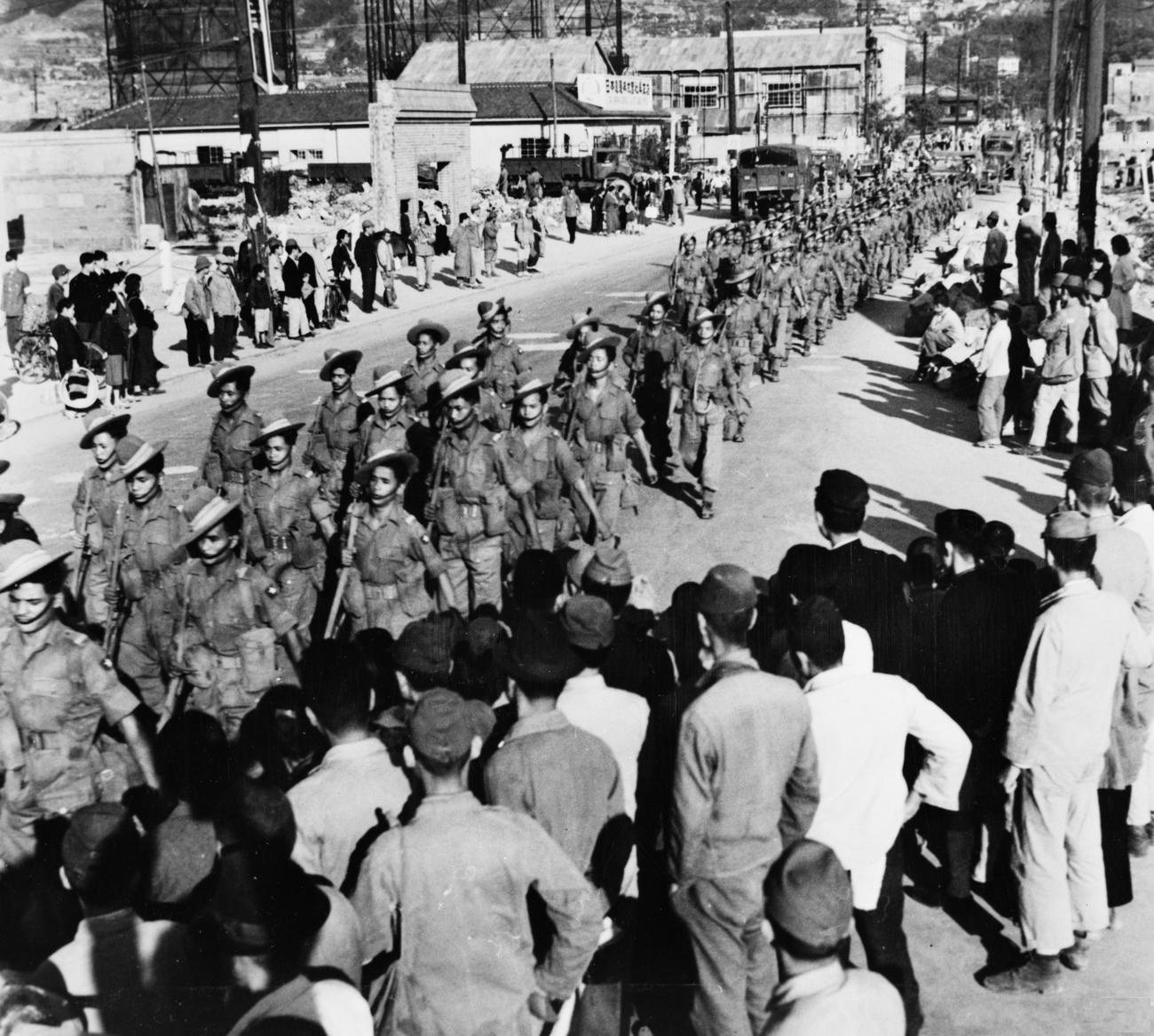
Le Royaume-Uni et ses dominions participèrent à l'occupation de l'archipel ; ici, le 5e régiment de Gurkha en 1946.

### Le début de l'occupation (1945-1950)
De nombreuses réformes ont lieu :
- Politiques
  - Démocratisation : nouvelle constitution, droit de vote pour les femmes, liberté de la presse…
  - Jugement des criminels de guerre par le Tribunal de Tokyo, à l'exception de l'empereur Hirohito, de tous les membres de la famille impériale impliqués dans la guerre et des membres de l'Unité 731
  - Collaborateurs écartés du pouvoir

- Militaires
  - Démobilisation de l'armée et de la marine
  - Clause de non belligérance inscrite dans la Constitution (article 9)
  - Abolition des corps émanant de l'Empire, tels le Tokkō, police spéciale d'État

- Sociales
  - Rapatriement des Japonais d'Asie

- Économiques
  - Démantèlement des zaibatsus impliquées dans l'industrie de l'armement.

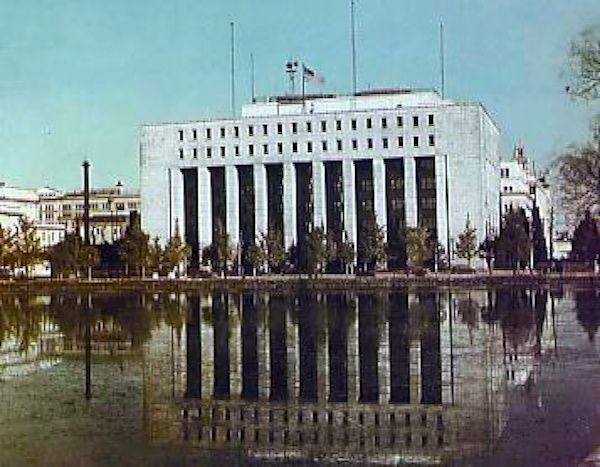
Quartier général du SCAP, dans les locaux de la compagnie d'assurance Dai-ichi Seimei à Tokyo, vers 1950 (incorporé à l'actuelle DN Tower 21).

#### Situation alimentaire au Japon en 1945
L’arrêt des importations du fait du blocus maritime allié privait le Japon de 31 % de son riz, 92 % de son sucre et de 45 % de son sel d’avant-guerre avant sa capitulation. De plus, la récolte de 1945 atteint seulement 60 % du niveau d’avant-guerre probablement par manque d’engrais et de main d'œuvre. La ration alimentaire à l’automne 1945 au Japon était réduite à 700 calories/jour (niveau normal : 2 200 cal/jour) et 100 000 personnes seraient mortes de sous-alimentation dans les années 1945-48, malgré l'aide américaine. 
Le ministre japonais des Finances a annoncé en octobre 1945 que dix millions de personnes mourraient de faim pendant l’hiver si les vainqueurs ne venaient pas en aide au Japon. John W. Dower considère toutefois qu’il s’agit d’une prévision pessimiste.
En 1945-46, l’administration d'occupation américaine fait importer 3,5 millions de tonnes de stocks alimentaires par les États-Unis pour les 74 millions d’habitants de l'archipel du Japon soit 47 kilos par habitant (principalement de la farine, du sucre et du corned-beef).

#### Critique sur l'impunité de la famille impériale
Plusieurs historiens critiquent la décision d'exonérer l'Empereur et la famille impériale de poursuites criminelles (John W. Dower, Embracing Defeat, 1999, Herbert Bix, Hirohito and the Making of Modern Japan, 2000). Selon l'historien John W. Dower, « La campagne menée à bien pour absoudre l'Empereur de sa responsabilité à l'égard de la guerre ne connut pas de limite. Hirohito ne fut pas seulement présenté comme innocent de tout action formelle qui aurait pu motiver son inculpation du chef de criminel de guerre, il fut transformé en une sorte d'icône sainte ne portant même aucune responsabilité morale pour la guerre. » (Dower, ibid., p. 326). Selon Herbert Bix, « Les mesures réellement extraordinaires entreprises par MacArthur pour sauver Hirohito d'un jugement comme criminel de guerre troublèrent longtemps et profondément les Japonais dans leur perception de la défaite. » (Bix, ibid., p. 545).

#### Occultation des conséquences des bombes atomiques
Une commission de censure civile fut instaurée pendant cette période ; elle veilla à éviter dans les médias japonais toute publication relative au devenir des hibakusha, et ce pendant une période de dix ans. Des relevés de radioactivité au centre de Nagasaki et d'Hiroshima furent néanmoins réalisés scrupuleusement par des scientifiques militaires américains, et leurs rapports classés Secret Défense dans une base militaire du Maryland. Le général Mac Arthur veilla lui-même à ce qu'aucune de ces données ne soit rendue publique : dans un contexte de guerre froide, les secrets de l'arme nucléaire étaient jalousement gardés.

### Suite et fin de l'occupation (1950-1952)
Le 8 septembre 1951, le Japon signait le traité de San Francisco et un traité de sécurité avec les États-Unis. Le traité de paix fut passé avec 48 États – plusieurs pays ne le signèrent pas, comme la République populaire de Chine ou l'URSS – et entra en vigueur le 28 avril 1952, qui marque la fin de l'occupation américaine. 
Néanmoins, il fut établi une administration  militaire américaine des îles Ryūkyū jusqu'en 1972. Dans les années 1950, cette administration militaire américaine teste à une douzaine de reprises ses armes biologiques sur l'ile d'Okinawa. D'autre part, les États-Unis gardèrent plusieurs dizaines de milliers de soldats dans leurs bases japonaises, comme le traité de sécurité le permettait, le traité de coopération mutuelle et de sécurité entre les États-Unis et le Japon signé en 1960 renouvelant cette alliance.
Le 27 avril 1952, le Japon signa un traité de paix avec la Chine nationaliste.

### Sources partielles
- documentaire DVD L'Asie en flammes, épisode Le jour où la guerre s'arrêta.
- Le Soleil, film biographique sur l'Empereur Showa au lendemain de la capitulation.